# 武蔵五日市駅

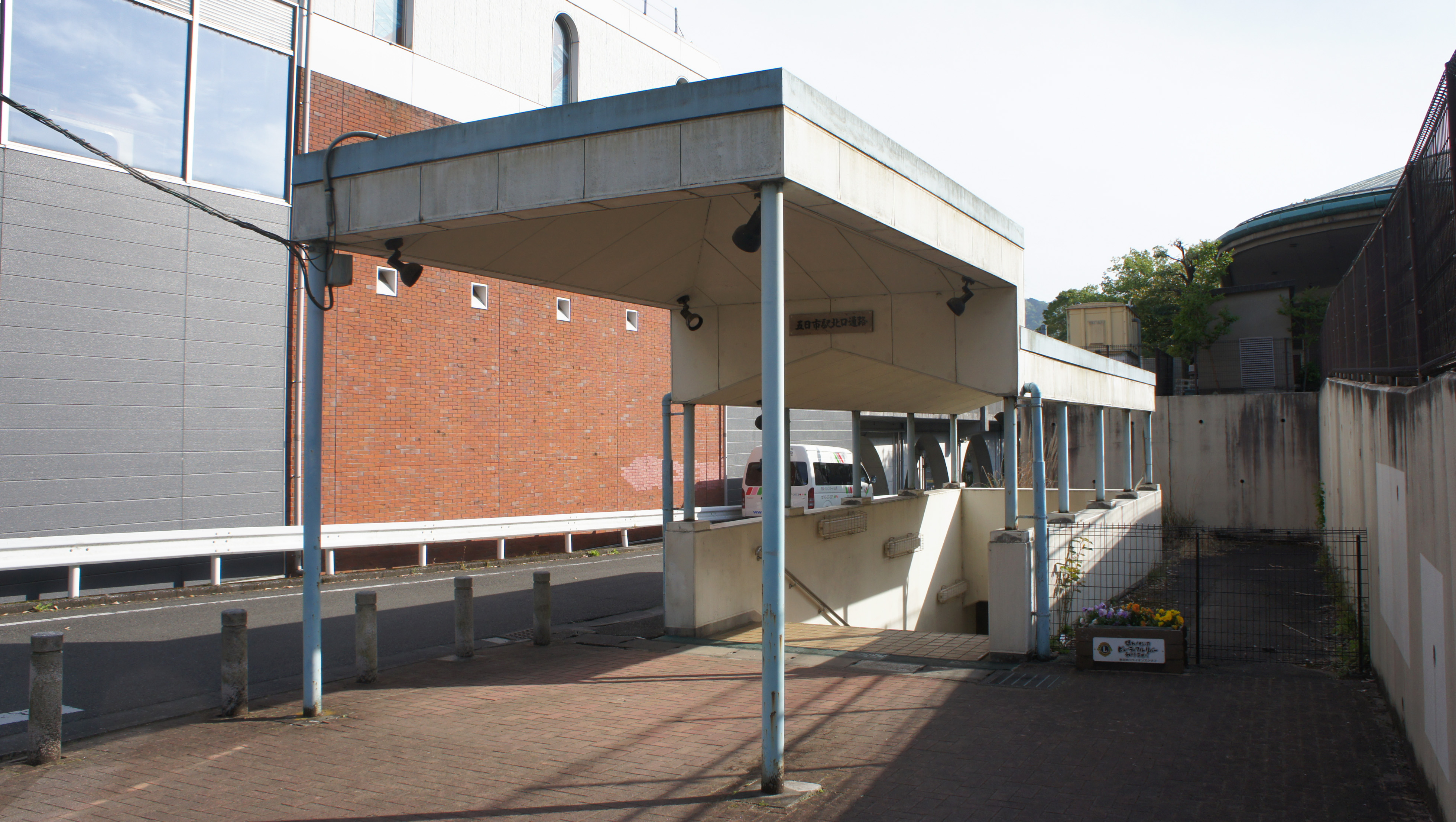
北口（2021年4月）

武蔵五日市駅（むさしいつかいちえき）は、東京都あきる野市舘谷台にある、東日本旅客鉄道（JR東日本）五日市線の駅。同線の終着駅である。駅番号はJC 86。八王子支社管轄の駅。東京都道33号沿いに位置する。
あきる野市の西部、旧五日市町の東部に位置する。

## 歴史
五日市鉄道の駅として開業。かつては手前300メートル程東に「三内信号扱所」（当駅の構内扱い、現在の高架区間の始まり）があり、北方向に分岐する「岩井支線」があった。貨物列車は当駅を通らずに拝島方面から武蔵岩井方面へ直行し、旅客列車は当駅からここでスイッチバックして武蔵岩井へと向かっていった。この路線はセメントの原料になる石灰岩を輸送するために敷設されたものである。しかし輸送がトラックに移行されたため、1971年（昭和46年）に旅客輸送を廃止して貨物専用になった後、1982年（昭和57年）に廃線になった。
当駅の高架化の際に、旧岩井支線の路盤が活用された。現在、三内信号扱所跡から南方には高架化前の当駅に向かう本線跡が廃線敷として残っている。
五日市線の終着駅ではあるが、高架化は頭端駅構造ではなく中間駅構造で行われた。そのため下り先端部は延伸できる構造になっている。かつて檜原村への延伸要望があったが、今後の構想や計画については特に公表されていない。

### 年表
- 1925年（大正14年）
  - 4月21日：五日市鉄道 拝島 - 当駅間開通と同時に五日市駅（いつかいちえき）として開業[2][4]。旅客および貨物の取り扱いを開始[4]。
  - 6月1日：武蔵五日市駅に改称[5]。
  - 9月20日：当駅 - 武蔵岩井駅間が開通（通称：岩井支線）[2]。
- 1940年（昭和15年）10月3日：五日市鉄道の南武鉄道への合併により、同社の駅となる[2]。
- 1944年（昭和19年）4月1日：南武鉄道の戦時買収私鉄指定による国有化で、運輸通信省五日市線の駅となる[2][4]。
- 1949年（昭和24年）6月1日：日本国有鉄道が発足し、国鉄五日市線の駅となる。
- 1961年（昭和36年）4月15日：貨物の取り扱いを廃止[4]。
- 1971年（昭和46年）2月1日：当駅 - 大久野間の旅客営業を廃止[2]。同時に大久野 - 武蔵岩井間を廃止[2]。
- 1982年（昭和57年）11月15日：当駅 - 大久野間廃止（貨物営業終了）[2]。
- 1984年（昭和59年）2月1日：荷物扱い廃止[4]。
- 1987年（昭和62年）4月1日：国鉄分割民営化に伴い、東日本旅客鉄道（JR東日本）の駅となる[4]。
- 1993年（平成5年）：駅舎高架化工事に着手[6]。
- 1996年（平成8年）7月6日：駅舎が高架化される[6]。自動改札機を設置し、供用開始[7]。発車メロディを導入。
- 2001年（平成13年）11月18日：ICカード「Suica」が利用可能となる[8]。
- 2016年（平成28年）
  - 3月末：駅舎リニューアル工事（多摩産木材による構内美化・木質化[9]）完成[10]。
  - 4月29日：駅舎リニューアルに伴い、あきる野市が「秋川渓谷観光情報コーナー」を開設、オープニングセレモニー開催[11]。
- 2017年（平成29年）9月30日：みどりの窓口の営業を終了[12]。
- 2018年（平成30年）4月1日：業務委託化[13]。

## 駅構造
島式ホーム1面2線を有する、五日市線で唯一の高架駅である。
JR東日本ステーションサービスが駅管理を受託している拝島駅管理の業務委託駅である。駅舎内には自動改札機、自動券売機（黒色の多機能券売機）、自動精算機、コンビニ「NewDays」などがある。改札は1か所で、出口は北口と南口がある。南口から北口へ通路を伸ばした形になっているが、メインは南口である。

### のりば
| 番線 | 路線     | 行先           |
| ---- | -------- | -------------- |
| 1・2 | 五日市線 | 拝島・立川方面 |

- 夜間留置が2本設定されている。

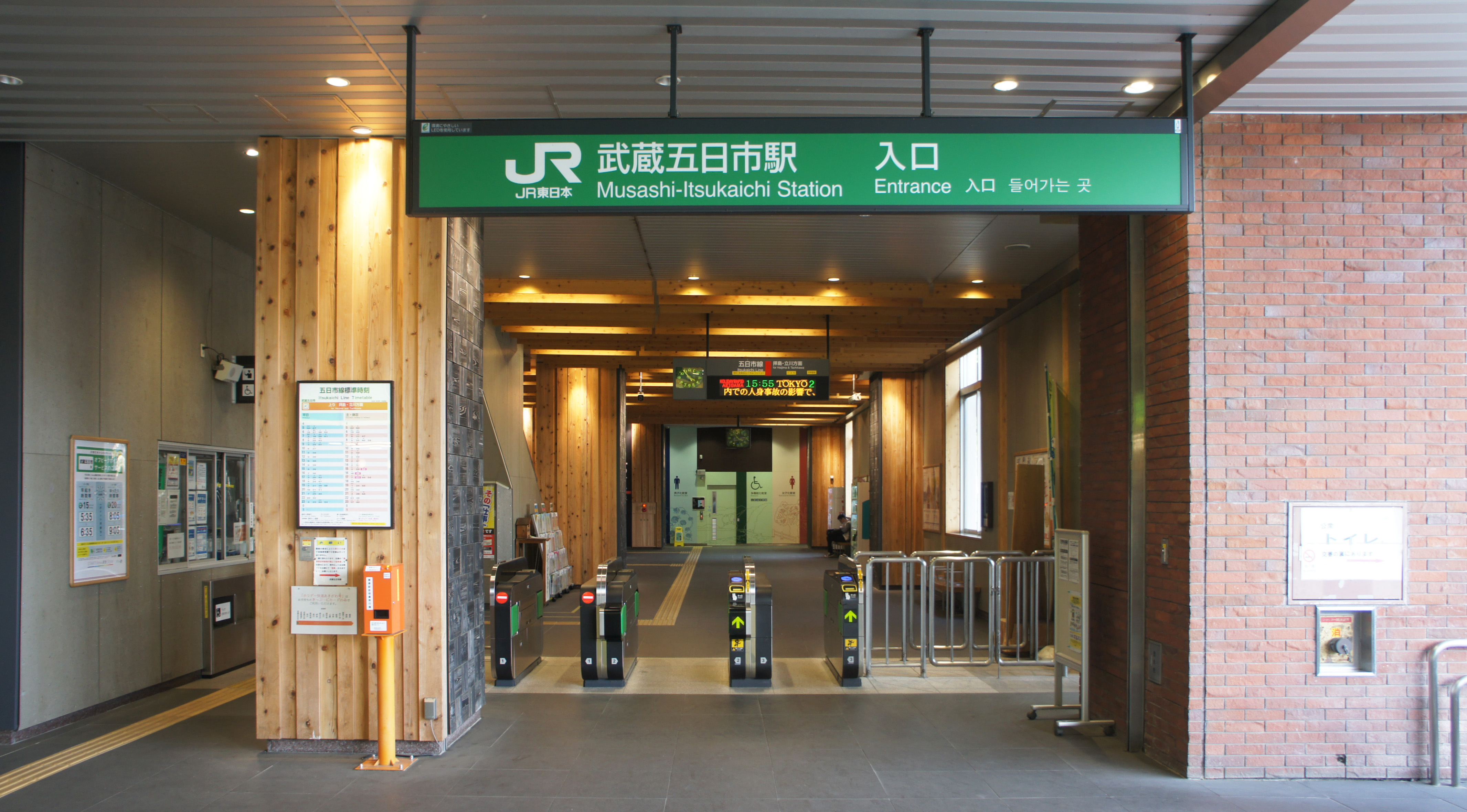
改札口（2021年4月）
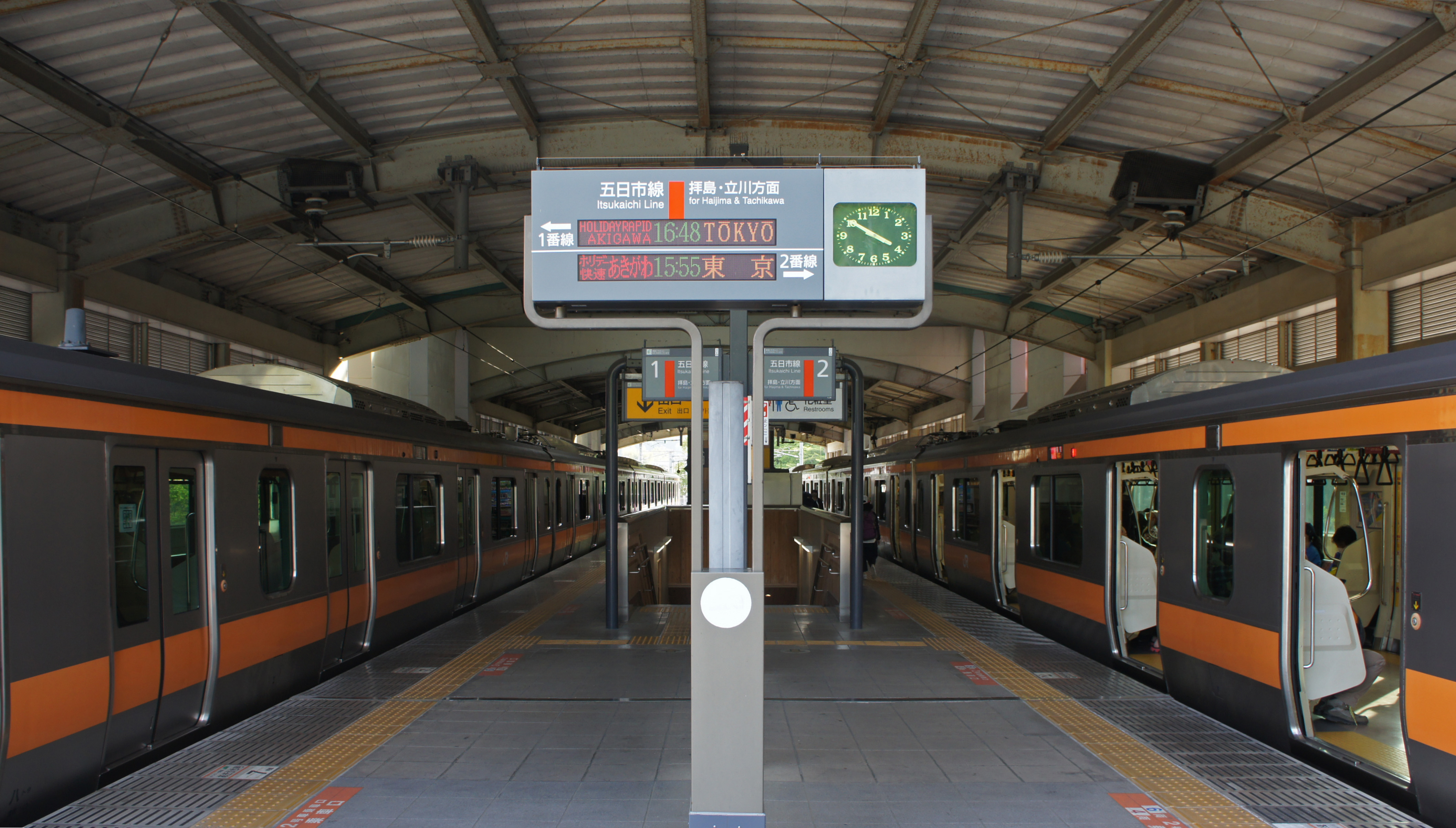
ホーム（2021年4月）
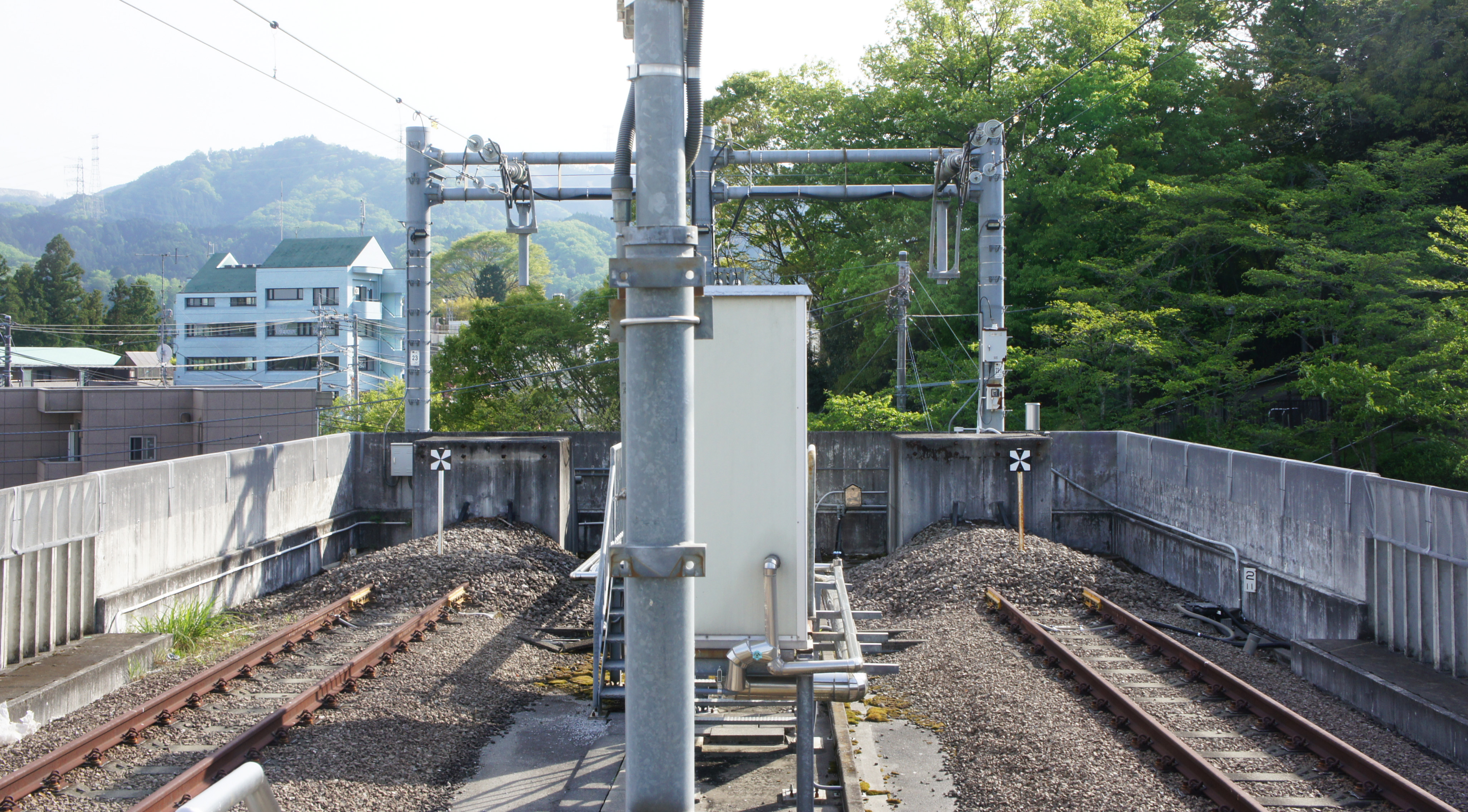
車止め（五日市線の終端）（2021年4月）
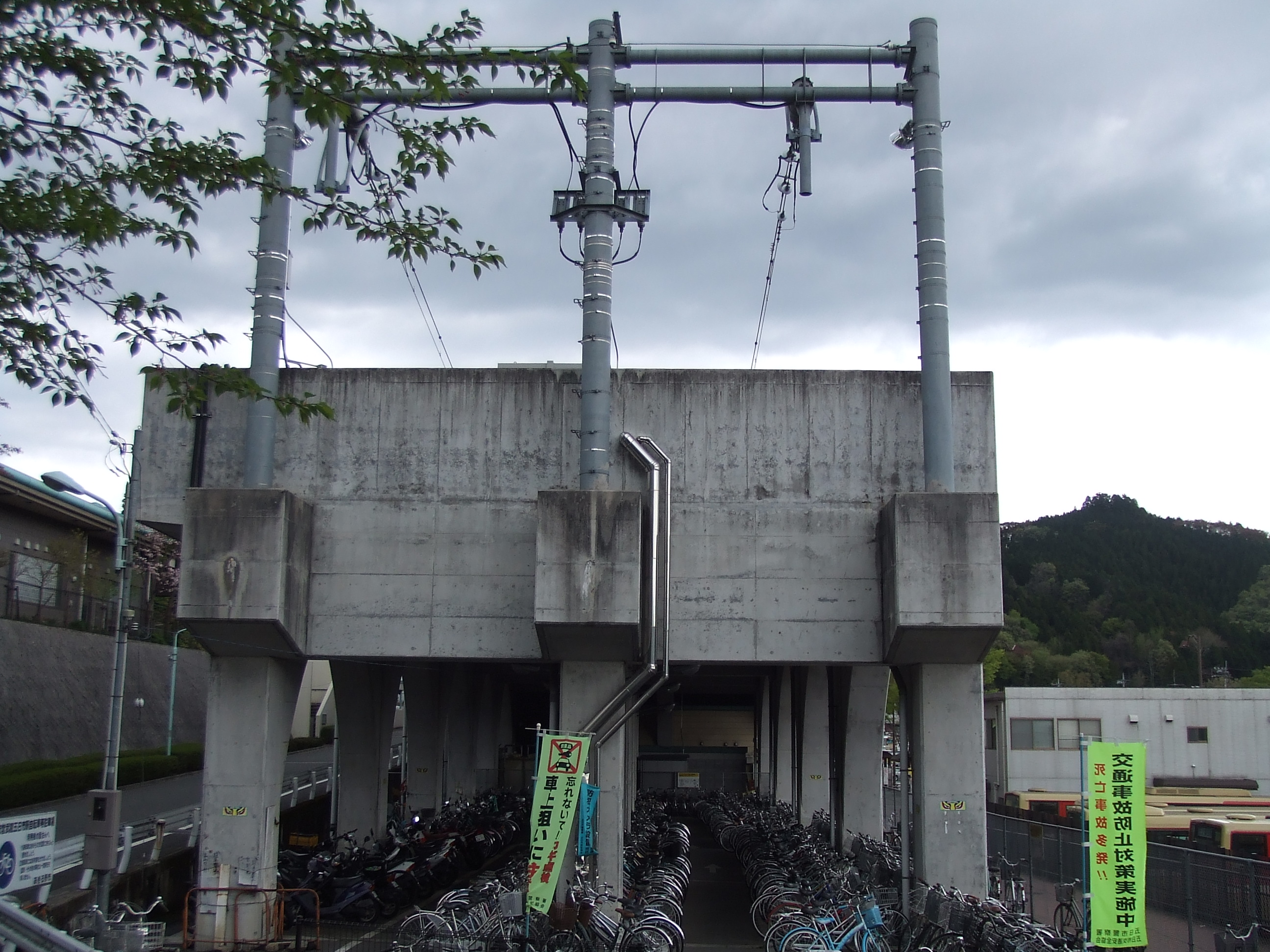
線路終端部（2008年4月）

### 駅構内店舗など
いずれも改札外にある。
- NewDays：コンビニ[14]。店内にみずほ銀行のATMが設置されている[15]。土産物の取り扱いもある。
- 観光情報コーナー：あきる野市が設置・運営[11]。秋川渓谷の観光パンフレットやポスター掲示など。シーズン中などの土日祝の午前中にボランティアガイドが常駐している[11]。2016年4月29日、駅舎リニューアルに合わせて開設[11]。
- 五日市観光案内所：あきる野市観光協会の案内所[16]。
- blan.co (ブランコ)：軽食・飲物などのテイクアウト。2階にイートインスペースがある。2019年9月14日開業[17]。店舗内装に多摩産木材を使用している[18]。
- コインロッカー：サイズは400円、500円の2種類。
- 公衆無線LANサービス「秋川渓谷Wi-Fi」：駅や観光情報コーナー・観光案内所、公共施設や観光施設などで無料で利用できる[19]。

## 利用状況
2023年度（令和5年度）の1日平均乗車人員は3,692人である。
1990年度（平成2年度）以降の1日平均乗車人員の推移は下記の通り。
| 年度               | 1日平均 乗車人員 | 出典              |
| ------------------ | ---------------- | ----------------- |
| 1990年（平成02年） | 5,356            | [ 東京都統計 1 ]  |
| 1991年（平成03年） | 5,396            | [ 東京都統計 2 ]  |
| 1992年（平成04年） | 5,414            | [ 東京都統計 3 ]  |
| 1993年（平成05年） | 5,296            | [ 東京都統計 4 ]  |
| 1994年（平成06年） | 5,241            | [ 東京都統計 5 ]  |
| 1995年（平成07年） | 5,156            | [ 東京都統計 6 ]  |
| 1996年（平成08年） | 5,216            | [ 東京都統計 7 ]  |
| 1997年（平成09年） | 5,091            | [ 東京都統計 8 ]  |
| 1998年（平成10年） | 5,000            | [ 東京都統計 9 ]  |
| 1999年（平成11年） | 4,975            | [ 東京都統計 10 ] |
| 2000年（平成12年） | 4,767            | [ 東京都統計 11 ] |
| 2001年（平成13年） | 4,755            | [ 東京都統計 12 ] |
| 2002年（平成14年） | 4,810            | [ 東京都統計 13 ] |
| 2003年（平成15年） | 4,836            | [ 東京都統計 14 ] |
| 2004年（平成16年） | 4,809            | [ 東京都統計 15 ] |
| 2005年（平成17年） | 4,810            | [ 東京都統計 16 ] |
| 2006年（平成18年） | 4,763            | [ 東京都統計 17 ] |
| 2007年（平成19年） | 4,848            | [ 東京都統計 18 ] |
| 2008年（平成20年） | 4,761            | [ 東京都統計 19 ] |
| 2009年（平成21年） | 4,698            | [ 東京都統計 20 ] |
| 2010年（平成22年） | 4,602            | [ 東京都統計 21 ] |
| 2011年（平成23年） | 4,509            | [ 東京都統計 22 ] |
| 2012年（平成24年） | 4,584            | [ 東京都統計 23 ] |
| 2013年（平成25年） | 4,624            | [ 東京都統計 24 ] |
| 2014年（平成26年） | 4,597            | [ 東京都統計 25 ] |
| 2015年（平成27年） | 4,528            | [ 東京都統計 26 ] |
| 2016年（平成28年） | 4,427            | [ 東京都統計 27 ] |
| 2017年（平成29年） | 4,428            | [ 東京都統計 28 ] |
| 2018年（平成30年） | 4,376            | [ 東京都統計 29 ] |
| 2019年（令和元年） | 4,164            | [ 東京都統計 30 ] |
| 2020年（令和02年） | 3,134            |                   |
| 2021年（令和03年） | 3,366            |                   |
| 2022年（令和04年） | 3,577            |                   |
| 2023年（令和05年） | 3,692            |                   |

## 駅周辺

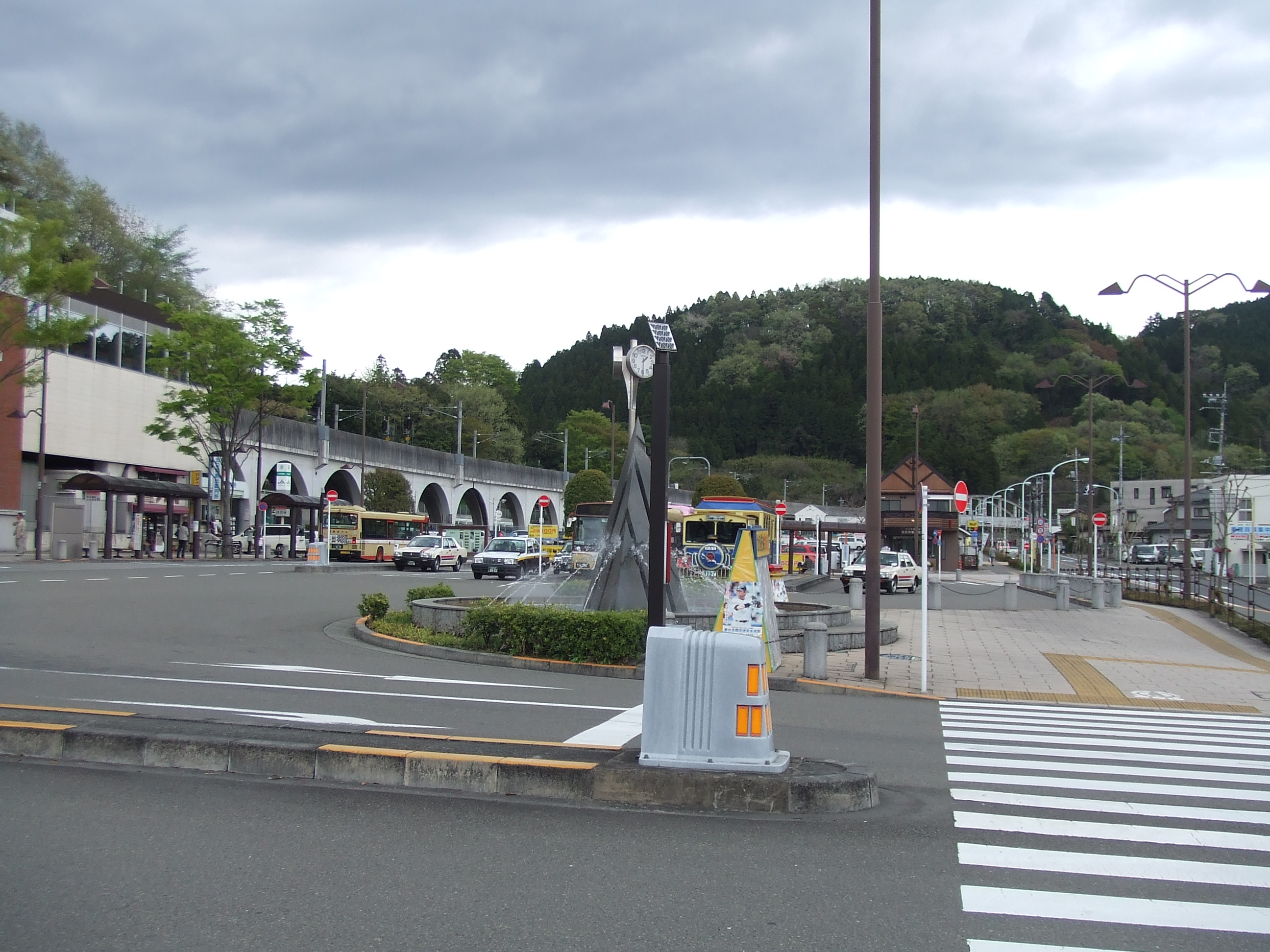
駅前（2008年4月）

旧五日市町の中心部にあり、商店なども多い。駅前の檜原街道沿いは商店街「五日市商和会」となっている。
- 山梨県道・東京都道33号上野原あきる野線（檜原街道）
- 秋川街道
  - 東京都道31号青梅あきる野線
  - 東京都道32号八王子五日市線
- 東京都道7号杉並あきる野線（五日市街道）
- 西東京バス五日市営業所
  - 西東京バス五日市営業所下町車庫

### 観光名所
- 阿伎留神社
- 生涯青春の湯 つるつる温泉[21]（路線バスで約20分[22]）
- 秋川渓谷[1]
  - 秋川渓谷瀬音の湯

### 店舗
- セブンイレブン 武蔵五日市駅前店[23]
- いなげや ina21 五日市店[24]
- マルフジ 館谷店[25]
- ドラッグセイムス あきる野舘谷店

### 金融機関
- 武蔵五日市駅前郵便局[26]
- 五日市仲町郵便局[27]
- りそな銀行あきる野支店五日市出張所
- 秋川農業協同組合五日市支店
- 西武信用金庫五日市支店

### 学校・公共施設
- 五日市警察署
  - 五日市警察署五日市駅前交番
- あきる野市役所五日市出張所
- あきる野市立五日市図書館
- あきる野商工会五日市支所
- 東京都立五日市高等学校
- あきる野市立五日市小学校
- あきる野市立五日市中学校

## バス路線

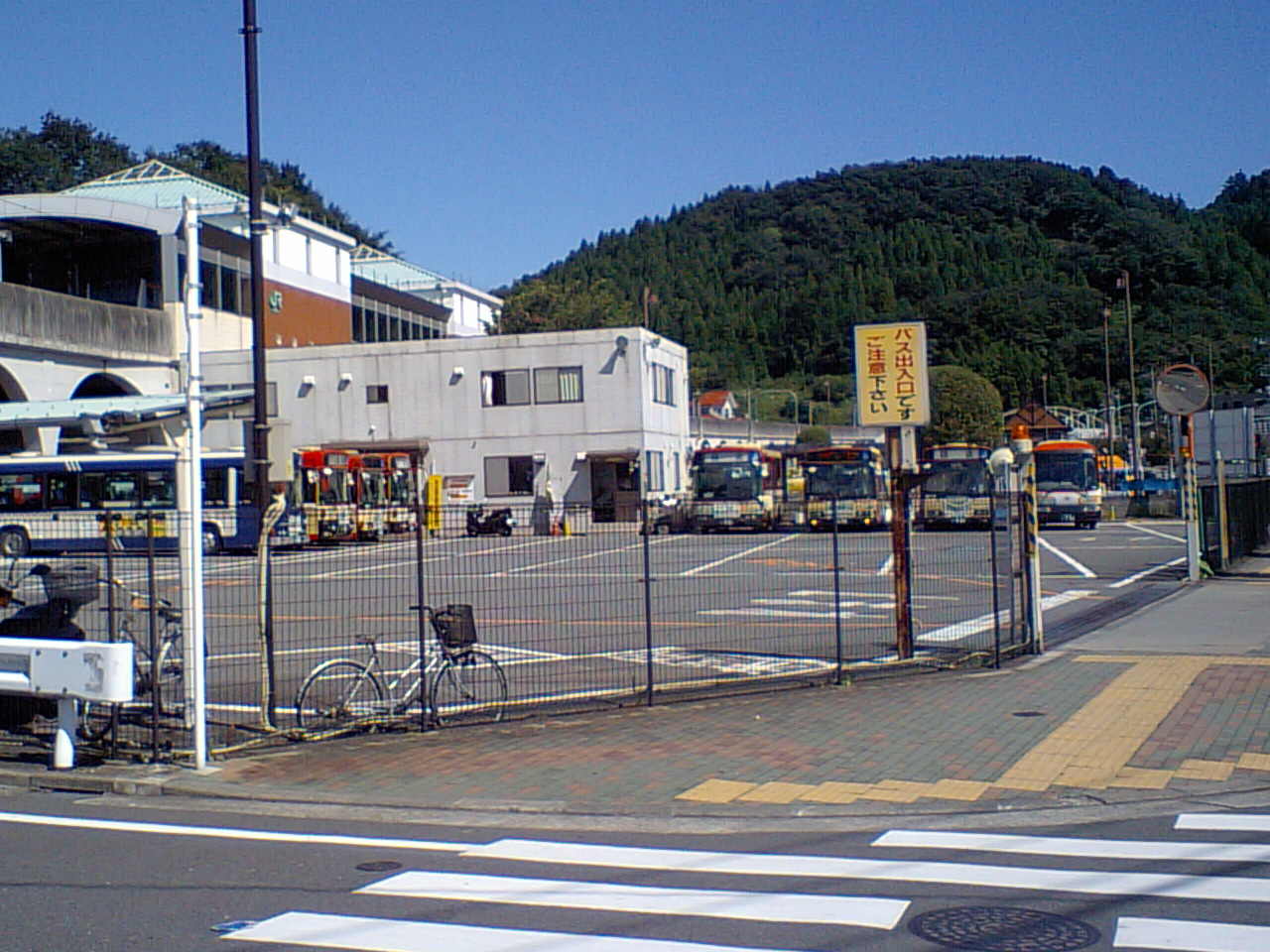
西東京バス五日市営業所（2010年）

駅舎高架化に伴い駅前バスロータリーが建設された。また駅前には西東京バス五日市営業所がある。西東京バスが運行する一般路線バスと、あきる野市コミュニティバス「るのバス」が乗り入れている。
2010年（平成22年）4月1日からは、五日市線の始発前に武蔵五日市駅始発・拝島駅行の「五40」早朝バスが運行を開始した（4:31発、拝島駅5:03着）。
| のりば         | 運行事業者 | 方面                           | 系統・行先                                                                                        |
| -------------- | ---------- | ------------------------------ | ------------------------------------------------------------------------------------------------- |
| 1              | 西東京バス | 檜原村方面                     | - 五10・五滝10・五里10・急行：数馬 - 五14：払沢の滝入口 - 五15・檜52：上養沢 - 五18・五里18：藤倉 |
| 2              | 西東京バス | 八王子駅方面                   | - 八20：京王八王子駅 - 五36：上川霊園 - 五40：拝島駅                                              |
| 3              | 西東京バス | 松尾・つるつる温泉・福生駅方面 | - 五20：つるつる温泉 - 福20・福27・福28・五30：福生駅                                             |
| 3              | るのバス   | 松尾・つるつる温泉・福生駅方面 | 秋川駅                                                                                            |
| 五日市営業所前 | 西東京バス |                                | 福20・五30：五日市                                                                                |

### 駐車場・カーシェアリング
- 駅敷地内にはパーク24のコインパーキングが併設されており、パークアンドライドに対応している。Suicaも利用可能であり、JRとの同時利用には100円割引になるサービスもある。[28]
- 駐車場内にはパーク24のカーシェアリングサービススタンド（タイムズカー・乗用車4台が配置）が設置されており、短時間からの利用も可能となっている。[29]

### 荷物一時預かり・有料シャワー・レンタサイクル
- 東京裏山ベース（武蔵五日市駅前）

サイクリング・登山客などを対象に、荷物の一時預かりや有料シャワー、各種レンタル（貸し自転車は7台）、および飲食などのサービスを行っている。

## 隣の駅
東日本旅客鉄道（JR東日本）
 五日市線
武蔵増戸駅 (JC 85) - 武蔵五日市駅 (JC 86)

### 廃止区間
日本国有鉄道
五日市線（岩井支線）
武蔵五日市駅 - 大久野駅

### 記事本文
1. 1 2 3 4 5  『週刊 JR全駅・全車両基地』 46号 甲府駅・奥多摩駅・勝沼ぶどう郷駅ほか79駅、朝日新聞出版〈週刊朝日百科〉、2013年7月7日、24頁。
2. 1 2 3 4 5 6 7 8  曽根悟（監修） 著、朝日新聞出版分冊百科編集部 編『週刊 歴史でめぐる鉄道全路線 国鉄・JR』 38号 青梅線・鶴見線・南武線・五日市線、朝日新聞出版〈週刊朝日百科〉、2010年4月11日、24頁。
3. ↑  “衆議院議員 並木芳雄君提出国鉄五日市線電化に関する質問に対する答弁書”.   衆議院 (1950年12月2日). 2018年3月11日閲覧。
4. 1 2 3 4 5 6  石野哲 編『停車場変遷大事典 国鉄・JR編 II』（初版）JTB、1998年10月1日、197頁。ISBN 978-4-533-02980-6。
5. ↑  「地方鉄道駅名改称」『官報』1925年6月13日（国立国会図書館デジタル化資料）
6. 1 2  “武蔵五日市駅が新装”. 交通新聞 (交通新聞社):  p. 1. (1996年7月10日)
7. ↑  「JR年表」『JR気動車客車編成表 '97年版』ジェー・アール・アール、1997年7月1日、182頁。ISBN 4-88283-118-X。
8. ↑  “Suicaご利用可能エリアマップ（2001年11月18日当初）” (PDF).   東日本旅客鉄道. 2019年7月27日時点のオリジナルよりアーカイブ。2020年4月27日閲覧。
9. ↑  “武蔵五日市駅 | 多摩産材使用事例”.   多摩産材情報センター. 2020年5月18日閲覧。
10. ↑  『武蔵五日市駅に多摩産木材を活かした駅空間を創出します』（PDF）（プレスリリース）東日本旅客鉄道八王子支社、2016年3月10日。オリジナルの2016年4月27日時点におけるアーカイブ。2020年4月21日閲覧。
11. 1 2 3 4  “観光情報コーナーが武蔵五日市駅にオープンしました（4月29日）”. あきる野市 (2016年5月6日). 2020年5月18日閲覧。
12. 1 2  “駅の情報（武蔵五日市駅）：JR東日本”.   東日本旅客鉄道. 2017年9月16日時点のオリジナルよりアーカイブ。2017年9月17日閲覧。
13. 1 2  “申19号「平成29年度営業関係施策（その3）上野原駅および武蔵五日市駅の業務委託について」” (PDF).   JR東労組八王子地本 (2018年3月30日). 2020年2月24日時点のオリジナルよりアーカイブ。2020年2月24日閲覧。
14. ↑  “NewDays 武蔵五日市”. エキナカポータル.   JR東日本. 2020年5月19日閲覧。
15. ↑  “ニューデイズ武蔵五日市出張所（ATM）”.   みずほ銀行. 2020年5月19日閲覧。
16. ↑  “都心から60分の大自然「秋川渓谷」”. あきる野市観光協会. 2020年5月19日閲覧。
17. ↑  “あきる野のおいしさを発信 武蔵五日市駅高架下にオープンした blan.co（ブランコ） — asacoco - アサココ -”. asacoco 多摩地域のタウン紙 アサココ (2019年10月17日). 2020年5月18日閲覧。
18. ↑  “JR武蔵五日市駅高架下に飲食新店 地元産品を使ったメニュー提供”. 西多摩経済新聞 (2019年9月13日). 2020年5月18日閲覧。
19. ↑  “秋川渓谷Wi-Fi設置について”. あきる野市 (2015年12月25日). 2020年5月18日閲覧。
20. ↑  “商店街リノベーション支援事業の支援商店街が決定｜東京都産業労働局”. 東京都 (2018年9月6日). 2020年5月18日閲覧。
21. ↑  “生涯青春の湯 つるつる温泉 公式ホームページ”. www.tsurutsuru-onsen.com. 2020年5月18日閲覧。
22. ↑  “アクセス”. 生涯青春の湯 つるつる温泉 公式ホームページ. 2020年5月18日閲覧。
23. ↑  “武蔵五日市駅前 店舗情報”.   株式会社セブン‐イレブン・ジャパン. 2025年7月15日閲覧。
24. ↑  “ina21五日市店のご案内”. いなげや. 2020年5月18日閲覧。
25. ↑  “マルフジ 舘谷店”. マルフジ.   株式会社マルフジ. 2025年7月15日閲覧。
26. ↑  “武蔵五日市駅前郵便局 (東京都) - 日本郵政グループ”.   日本郵政. 2025年7月15日閲覧。
27. ↑  “五日市仲町郵便局 (東京都) - 日本郵政グループ”.   日本郵政. 2025年7月15日閲覧。
28. ↑  “タイムズ武蔵五日市（東京都あきる野市舘谷台26-1）の時間貸駐車場・満車/空車・料金情報 ｜タイムズ駐車場検索”. times-info.net. 2025年7月16日閲覧。
29. ↑  “タイムズ武蔵五日市 | カーシェアリングのタイムズカー（旧タイムズカーシェア）”. share.timescar.jp. 2025年7月16日閲覧。

### 利用状況
1. ↑  東京都統計年鑑 - 東京都
2. ↑  統計 - あきる野市

JR東日本の2000年度以降の乗車人員
1. ↑  各駅の乗車人員（2000年度） - JR東日本
2. ↑  各駅の乗車人員（2001年度） - JR東日本
3. ↑  各駅の乗車人員（2002年度） - JR東日本
4. ↑  各駅の乗車人員（2003年度） - JR東日本
5. ↑  各駅の乗車人員（2004年度） - JR東日本
6. ↑  各駅の乗車人員（2005年度） - JR東日本
7. ↑  各駅の乗車人員（2006年度） - JR東日本
8. ↑  各駅の乗車人員（2007年度） - JR東日本
9. ↑  各駅の乗車人員（2008年度） - JR東日本
10. ↑  各駅の乗車人員（2009年度） - JR東日本
11. ↑  各駅の乗車人員（2010年度） - JR東日本
12. ↑  各駅の乗車人員（2011年度） - JR東日本
13. ↑  各駅の乗車人員（2012年度） - JR東日本
14. ↑  各駅の乗車人員（2013年度） - JR東日本
15. ↑  各駅の乗車人員（2014年度） - JR東日本
16. ↑  各駅の乗車人員（2015年度） - JR東日本
17. ↑  各駅の乗車人員（2016年度） - JR東日本
18. ↑  各駅の乗車人員（2017年度） - JR東日本
19. ↑  各駅の乗車人員（2018年度） - JR東日本
20. ↑  各駅の乗車人員（2019年度） - JR東日本
21. ↑  各駅の乗車人員（2020年度） - JR東日本
22. ↑  各駅の乗車人員（2021年度） - JR東日本
23. ↑  各駅の乗車人員（2022年度） - JR東日本
24. ↑  各駅の乗車人員（2023年度） - JR東日本

東京都統計年鑑
1. ↑  東京都統計年鑑（平成2年）
2. ↑  東京都統計年鑑（平成3年）
3. ↑  東京都統計年鑑（平成4年）
4. ↑  東京都統計年鑑（平成5年）
5. ↑  東京都統計年鑑（平成6年）
6. ↑  東京都統計年鑑（平成7年）
7. ↑  東京都統計年鑑（平成8年）
8. ↑  東京都統計年鑑（平成9年）
9. ↑  東京都統計年鑑（平成10年） (PDF)
10. ↑  東京都統計年鑑（平成11年） (PDF)
11. ↑  東京都統計年鑑（平成12年）
12. ↑  東京都統計年鑑（平成13年）
13. ↑  東京都統計年鑑（平成14年）
14. ↑  東京都統計年鑑（平成15年）
15. ↑  東京都統計年鑑（平成16年）
16. ↑  東京都統計年鑑（平成17年）
17. ↑  東京都統計年鑑（平成18年）
18. ↑  東京都統計年鑑（平成19年）
19. ↑  東京都統計年鑑（平成20年）
20. ↑  東京都統計年鑑（平成21年）
21. ↑  東京都統計年鑑（平成22年）
22. ↑  東京都統計年鑑（平成23年）
23. ↑  東京都統計年鑑（平成24年）
24. ↑  東京都統計年鑑（平成25年）
25. ↑  東京都統計年鑑（平成26年）
26. ↑  東京都統計年鑑（平成27年）
27. ↑  東京都統計年鑑（平成28年）
28. ↑  東京都統計年鑑（平成29年）
29. ↑  東京都統計年鑑（平成30年）
30. ↑  東京都統計年鑑（平成31年・令和元年）